# Felice Cappello
Pour les articles homonymes, voir Cappello.
Felice Cappello (1879-1962), était un jésuite et confesseur italien de grande renommée. Son procès en béatification est en cours, il est donc considéré comme Serviteur de Dieu par l'Église catholique.  

## Biographie
Felice Marie Cappello, de son nom de naissance, est né le 8 octobre 1879 à Caviola. Il entre au séminaire, et le 30 octobre 1913, à l'âge de 34 ans, il est ordonné prêtre. Après onze années d'activités pastorales au sein du diocèse de Belluno, il se rendit à Rome pour y être embauché par le Saint-Office. N'ayant pas obtenu le poste, Don Felice se rend en pèlerinage à Lourdes pour y demander à la Vierge-Marie de l'illuminer sur l'avenir de sa vie. Après une nuit de prière dans la Grotte de Massabielle, il décide de suivre son ami le Père Enrico Rosa. Puis, il demande au Provincial des Jésuites de Rome pour entrer dans la Compagnie de Jésus. 
Ayant été admis à sa demande dans l'Ordre des Jésuites, il a enseigné en tant que professeur à l'Université Grégorienne à Rome, de 1957 à 1958. Puis, durant une quarantaine d'années, il est devenu un confesseur très sollicité dans l'église Saint-Ignace-de-Loyola de Rome. Il passait plusieurs heures par jour dans le confessionnal. Il avait aussi une renommée internationale pour être l'auteur de nombreux ouvrages. 
Don Felice Cappello est mort en odeur de sainteté le 25 mars 1962 à Rome. 

## Béatification
Son procès en béatification a été ouvert en 1978 par le Pape Jean-Paul Ier, au titre duquel il a été déclaré Serviteur de Dieu. 
Il est fêté le 25 mars.
Son tombeau est situé dans l'église Saint-Ignace-de-Loyola à Rome, où de nombreux fidèles viennent prier.

## Ses œuvres
- La questione dei cattolici alle urne, Belluno, 1904
- Nuova legislazione canonica circa gli sponsali ed il matrimoni, Torino, 1909, 130pp.
- Chiesa e Stato,Roma, 1910,757pp.
- La Curia Romana secondo la sapiente riforma di Pio X, ossia autorità, competenza, materia delle Congregazioni, dei Tribunali e degli Offici della Santa Sede, Torino, 1910, 130pp.
- La riforma dei Seminari in Italia secondo la mente di Pio X, Monza, 1911, 87pp.
- Errori modernistici nello studio del Diritto pubblico ecclesiastico ossia la natura giuridica della Chiesa cattolica difesa contro le aberrazioni del modernismo e del semimodernismo, Roma, 1912, 156 pp.
- "Le relazioni fra la Chiesa e lo Stato nell'ora presente", Vicenza, 1913, 126pp.
- "Rassegna di Diitto Canonico"- "La separazione della Chiesa dallo Stato", in " La Civiltà Cattolica", 1916, III, 724-729
- "L'immunità ecclesiastica", in " La Civiltà Cattolica", 1917, I, 713-721
- "La Santa Comunione, Dubbi e Questioni" in " La Civiltà Cattolica", 1918, I, 352-359
- "I diritti o privilegi tollerati o concessi dalla Santa Sede ai governi civili", in "La Civiltà Cattolica", 1920, I, 385-400, 499-510, 1920, II, 119-132, 317-328, 1920, III, 109-124
- "Le teorie della scuola positivistica nella riforma del Codice penale italiano", in "La Civiltà Cattolica", 1921, III, 219-227; 1921, IV, 398-408.
- "La comunicazione <<in divinis>> con gli acattolici", in "La Civiltà Cattolica", 1921, II, 338-348; 1921, III, 22-32; 1921, IV, 503-515.
- " I Concordati e le Convenzioni coi governi civili secondo la parola del Papa", in "La Civiltà Cattolica", 1922, I, 14-26
- "Le teorie della scuola positivista nella riforma del Codice penale italiano", in "La Civiltà Cattolica", 1922, I, 395-406; 1922, II, 107-119; 419-432.
- "La nuova legge delle opere pie",in La Civiltà Cattolica, 1924,I,394-402
- " La riforma della legge sulle opere pie",in La Civiltà Cattolica, 1924,II,34-40
- " I Cardinali di S.R. Chiesa, in La Civiltà Cattolica, 1924,III,495-507; 1924,IV, 205-215; 393-401.
- "Il nuovo Codice penale italiano", in "La Civiltà Cattolica", 1927, III, 481-489; 1927, IV, 193-200
- “La codificazione del Diritto orientale”, in “ La Civiltà Canonica”. 1930, II, 289-297
- “Il diritto matrimoniale delle Chiese Orientali”, in “La Civiltà Cattolica”, 1930, IV, 289-302
- "Intorno ai Patti Lateranensi" Rassegna delle principali pubblicazioni,in " La Civiltà Cattolica", 1932, I, 237-50
- " La condizione giuridica della Città del Vaticano", in " La Civiltà Cattolica", 1932, II, 105-116